# Maurizio Pugliesi
Maurizio Pugliesi (Capannoli, 27 dicembre 1976) è un allenatore di calcio ed ex calciatore italiano, di ruolo portiere, preparatore dei portieri del Pisa.

## Carriera
Muove i suoi primi passi nel settore giovanile del Pontedera. Nel 2000, dopo aver trascorso sette stagioni con i granata - a cui segue una breve esperienza al Montevarchi - approda al Pescara, in Serie B. Esordisce in serie cadetta il 17 dicembre in Pescara-Treviso (0-3).
Termina l'annata con 7 presenze, subendo 13 reti. La stagione successiva viene prelevato a titolo temporaneo dalla Poggibonsi. Nel 2002 passa in prestito al Grosseto, in Serie C2.
Il 3 luglio 2004 passa a titolo definitivo al Rimini. Il 15 maggio 2005 il Rimini viene promosso in Serie B - a distanza di 23 anni - con annessa vittoria del campionato. A questo successo segue la vittoria della Supercoppa di Lega. Il 19 giugno 2006 prolunga il proprio contratto per altre due stagioni.
L'esperienza in Romagna - nella quale ha svolto il ruolo di chioccia anche a portieri del calibro di Samir Handanovič ed Andrea Consigli - si conclude nel 2010 con la mancata iscrizione del Rimini al campionato di Lega Pro Prima Divisione.
Il 14 luglio 2010 viene tesserato dal Pisa, in Lega Pro Prima Divisione. Partito inizialmente come riserva di Lanni, con l'arrivo di Dino Pagliari sulla panchina dei toscani riesce a imporsi come titolare. Il 7 luglio 2012 rinnova il proprio contratto fino al 2014. Nelle stagioni successive viene relegato a seconda scelta, svolgendo il ruolo di chioccia ai più giovani Sepe e Provedel.
Nell'estate 2014, rimasto svincolato dalla formazione pisana, viene ingaggiato dall'Empoli. Al termine della stagione, pur senza aver collezionato alcuna presenza (essendo il terzo portiere alle spalle di Sepe e Bassi), rinnova il contratto.
Il 15 maggio 2016 esordisce in Serie A, nella partita vinta 2-1 contro il Torino. L'età al momento del debutto, 39 anni e 6 mesi, gli permette di superare il centrocampista brasiliano Amílcar in qualità di esordiente più anziano in massima serie. Dopo un'ulteriore stagione, che vede gli azzurri retrocedere in B, annuncia il suo ritiro dai campi di gioco.

## Statistiche

### Presenze e reti nei club
| Stagione         | Squadra          | Campionato       | Campionato | Campionato | Coppe nazionali | Coppe nazionali | Coppe nazionali | Coppe continentali | Coppe continentali | Coppe continentali | Altre coppe | Altre coppe | Altre coppe | Totale | Totale |
| Stagione         | Squadra          | Comp             | Pres       | Reti       | Comp            | Pres            | Reti            | Comp               | Pres               | Reti               | Comp        | Pres        | Reti        | Pres   | Reti   |
| ---------------- | ---------------- | ---------------- | ---------- | ---------- | --------------- | --------------- | --------------- | ------------------ | ------------------ | ------------------ | ----------- | ----------- | ----------- | ------ | ------ |
| 1994-1995        | Pontedera        | C1               | 0          | 0          | CI-C            | 0               | 0               | -                  | -                  | -                  | -           | -           | -           | 0      | 0      |
| 1995-1996        | Pontedera        | C2               | 3          | -2         | CI-C            | 0               | 0               | -                  | -                  | -                  | -           | -           | -           | 3      | -2     |
| 1996-1997        | Pontedera        | C2               | 4          | -5         | CI-C            | 0               | 0               | -                  | -                  | -                  | -           | -           | -           | 3      | -2     |
| 1997-1998        | Pontedera        | C2               | 23         | -28        | CI-C            | 1               | -1              | -                  | -                  | -                  | -           | -           | -           | 24     | -29    |
| 1998-1999        | Pontedera        | C2               | 26         | -27        | CI-C            | 2               | 0               | -                  | -                  | -                  | -           | -           | -           | 28     | -27    |
| 1999-2000        | Pontedera        | C2               | 34+2       | -14 + -3   | CI-C            | 4               | -9              | -                  | -                  | -                  | -           | -           | -           | 40     | -26    |
| Totale Pontedera | Totale Pontedera | Totale Pontedera | 90+2       | -76 + -3   |                 | 7               | -10             |                    | -                  | -                  |             | -           | -           | 99     | -89    |
| 2000-gen. 2001   | Montevarchi      | C2               | 3          | -2         | CI-C            | 2               | -2              | -                  | -                  | -                  | -           | -           | -           | 5      | -4     |
| gen.-giu. 2001   | Pescara          | B                | 7          | -13        | CI              | -               | -               | -                  | -                  | -                  | -           | -           | -           | 7      | -13    |
| 2002-2003        | Grosseto         | C2               | 34+2       | -21 + -0   | CI-C            | 3               | -1              | -                  | -                  | -                  | -           | -           | -           | 39     | -22    |
| 2003-2004        | Pescara          | B                | 9          | -15        | CI              | 0               | 0               | -                  | -                  | -                  | -           | -           | -           | 9      | -15    |
| Totale Pescara   | Totale Pescara   | Totale Pescara   | 16         | -28        |                 | 0               | 0               |                    | -                  | -                  |             | -           | -           | 16     | -28    |
| 2004-2005        | Rimini           | C1               | 3          | -1         | CI+CI-C         | 0+2             | -2              | -                  | -                  | -                  | SL-C1       | 2           | -4          | 7      | -7     |
| 2005-2006        | Rimini           | B                | 14         | -8         | CI              | 0               | 0               | -                  | -                  | -                  | -           | -           | -           | 14     | -8     |
| 2006-2007        | Rimini           | B                | 3          | -2         | CI              | 0               | 0               | -                  | -                  | -                  | -           | -           | -           | 3      | -2     |
| 2007-2008        | Rimini           | B                | 7          | -10        | CI              | 1               | -3              | -                  | -                  | -                  | -           | -           | -           | 8      | -13    |
| 2008-2009        | Rimini           | B                | 26         | -34        | CI              | 0               | 0               | -                  | -                  | -                  | -           | -           | -           | 26     | -34    |
| 2009-2010        | Rimini           | 1D               | 32+2       | -33 + -1   | CI+CI-LP        | 1+1             | -2 + -0         | -                  | -                  | -                  | -           | -           | -           | 36     | -36    |
| Totale Rimini    | Totale Rimini    | Totale Rimini    | 85+2       | -88 + -1   |                 | 5               | -7              |                    | -                  | -                  |             | 2           | -4          | 94     | -96    |
| 2010-2011        | Pisa             | 1D               | 12         | -11        | CI-LP           | 5               | -4              | -                  | -                  | -                  | -           | -           | -           | 17     | -15    |
| 2011-2012        | Pisa             | 1D               | 28         | -27        | CI+CI-LP        | 2+2             | -3 + -2         | -                  | -                  | -                  | -           | -           | -           | 32     | -32    |
| 2012-2013        | Pisa             | 1D               | 1          | -1         | CI+CI-LP        | 0+6             | -5              | -                  | -                  | -                  | -           | -           | -           | 7      | -6     |
| 2013-2014        | Pisa             | 1D               | 6          | -5         | CI+CI-LP        | 2+1             | -4 + -5         | -                  | -                  | -                  | -           | -           | -           | 9      | -14    |
| Totale Pisa      | Totale Pisa      | Totale Pisa      | 47         | -44        |                 | 18              | -23             |                    | -                  | -                  |             | -           | -           | 65     | -67    |
| 2014-2015        | Empoli           | A                | 0          | 0          | CI              | 0               | 0               | -                  | -                  | -                  | -           | -           | -           | 0      | 0      |
| 2015-2016        | Empoli           | A                | 1          | -1         | CI              | 0               | 0               | -                  | -                  | -                  | -           | -           | -           | 1      | -1     |
| 2016-2017        | Empoli           | A                | 0          | 0          | CI              | 0               | 0               | -                  | -                  | -                  | -           | -           | -           | 0      | 0      |
| Totale Empoli    | Totale Empoli    | Totale Empoli    | 1          | -1         |                 | 0               | 0               |                    | -                  | -                  |             | -           | -           | 1      | -1     |
| Totale carriera  | Totale carriera  | Totale carriera  | 282        | -264       |                 | 35              | -43             |                    | -                  | -                  |             | 2           | -4          | 319    | -311   |

### Record

#### In Serie A
- Calciatore più anziano (39 anni, 6 mesi) ad aver esordito in Serie A.

## Palmarès

### Club

#### Competizioni nazionali
- Campionato italiano Serie C1: 1

Rimini: 2004-2005
- Supercoppa di Lega Serie C1: 1

Rimini: 2005